# 深層水ミュージアム
深層水ミュージアム（しんそうすいミュージアム、英語表記:Suruga Bay Deep Sea Water Museum）は静岡県焼津市鰯ヶ島にある自然史系博物館。焼津漁港（新港）の駿河湾深層水水産利用施設の1つである。駿河湾の海洋深層水に関する情報・資料を公開し、普及・啓発を図っている。

## 歴史
- 2004年（平成16年）4月17日 - 開館。

## 展示・研究
最大水深2500メートルを測る駿河湾は、日本で最も深い湾として知られ、水深200メートル以下の海水にあたるいわゆる海洋深層水が豊富に存在する。海洋深層水は、気候変動や人間の活動、プランクトンの増殖などの影響をほとんど受けず、常に一定の水質（高栄養性・清浄性・低温安定性）を保持することから、水産・食品・医療など各種産業活動での利活用が期待されており、静岡県では「駿河湾深層水」として、県をあげて深層水活用の研究を行っている。焼津漁港には水深397メートルから汲み上げた深層水の取水口が設けられている。
深層水ミュージアムは「駿河湾深層水水産利用施設」の1つとして、海洋深層水の活用法について解説する展示をおこなっている。またタカアシガニやオオグソクムシを水槽で生体展示するほか、ラブカの標本などを展示している。
併設施設として「取水供給施設」と「脱塩施設」があり、水深397メートルから汲み上げた海洋深層水を一般向けまたは事業者向けに販売している（一般利用：100円/200リットル。水産利用：10円/トン）。

## 利用案内
- アクセス - 東海道本線焼津駅より徒歩約25分（車で約5分）、または東名高速道路焼津インターチェンジより車で15分
- 入館料 - 無料
- 開館時間 - 9時〜17時
- 休館日 - 月曜日[5]